# Cornelis Tromp

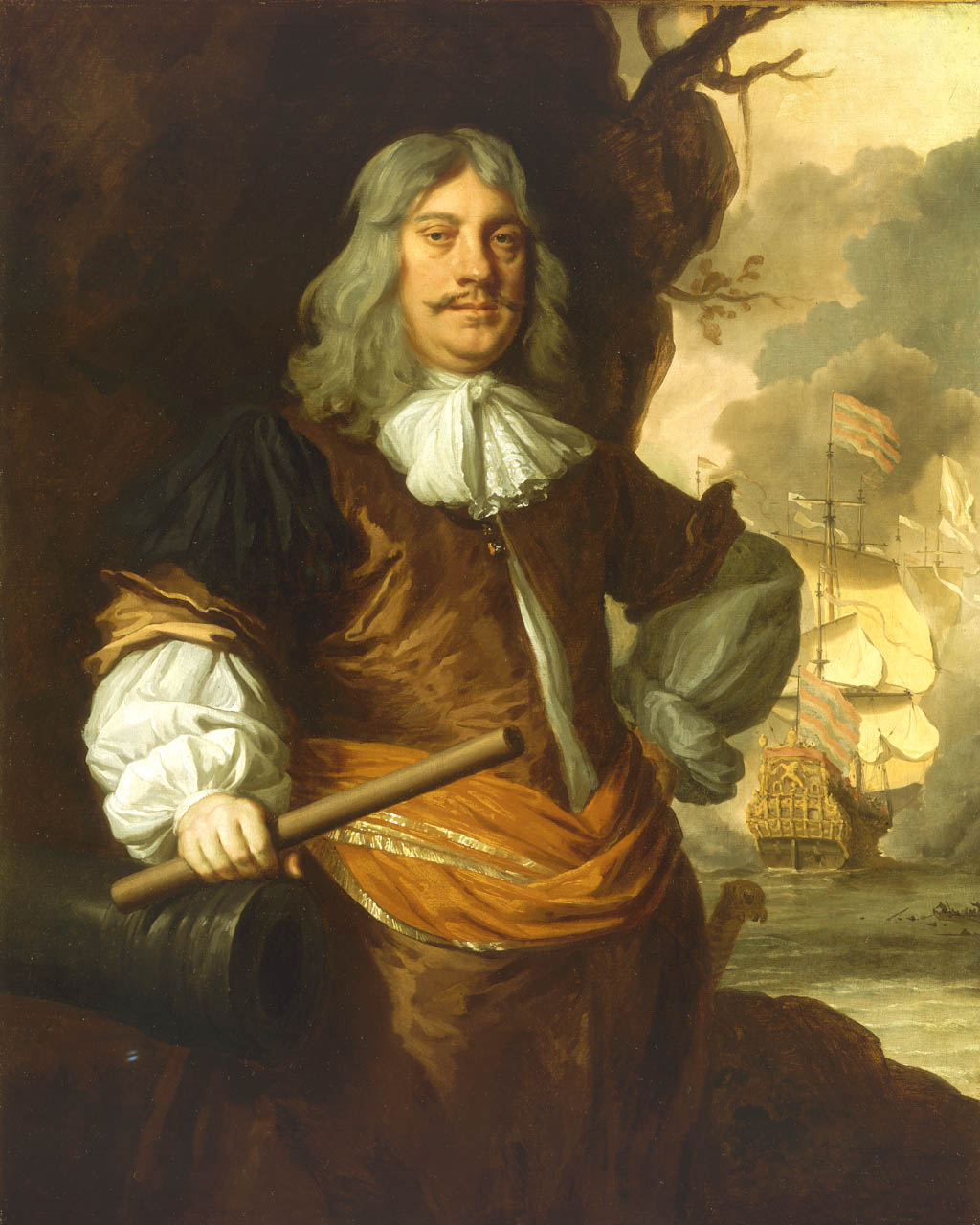
Von Peter Lely gemaltes Porträt Tromps

Cornelis Maartenszoon Tromp (* 9. September 1629 in Rotterdam; † 29. Mai 1691 in Rotterdam) war ein niederländischer Marineoffizier. Er wurde während seiner Dienstzeit zum „Lieutenant-Admiral General“ in der niederländischen Marine und für kurze Zeit während der Schonischen Kriege auch Admiral-General in der dänischen Marine.

## Leben

### Herkunft
Cornelis Maartenszoon Tromp wurde am 9. September 1629 in Rotterdam als Sohn des Lieutenant-Admiral Maarten Harpertszoon Tromp und dessen Frau Dina Cornelisdochter de Haas geboren. Der Namenszusatz Maartenszoon ist ein niederländisches Patronym und bedeutet übersetzt „Sohn des Maarten“.
Cornelis Tromp hatte zwei Brüder, Harper und Johann. Im Jahr 1633, als er vier Jahre alt war, starb seine Mutter. Sein Vater heiratete erneut im Jahr 1634 und 1640 – aus beiden Ehen erhielt Tromp vier Halbbrüder und fünf Halbschwestern. Des Weiteren war Tromp ein Verwandter des holländischen Ratspensionärs Johan de Witt und dessen Bruder Cornelis.

### Karriere

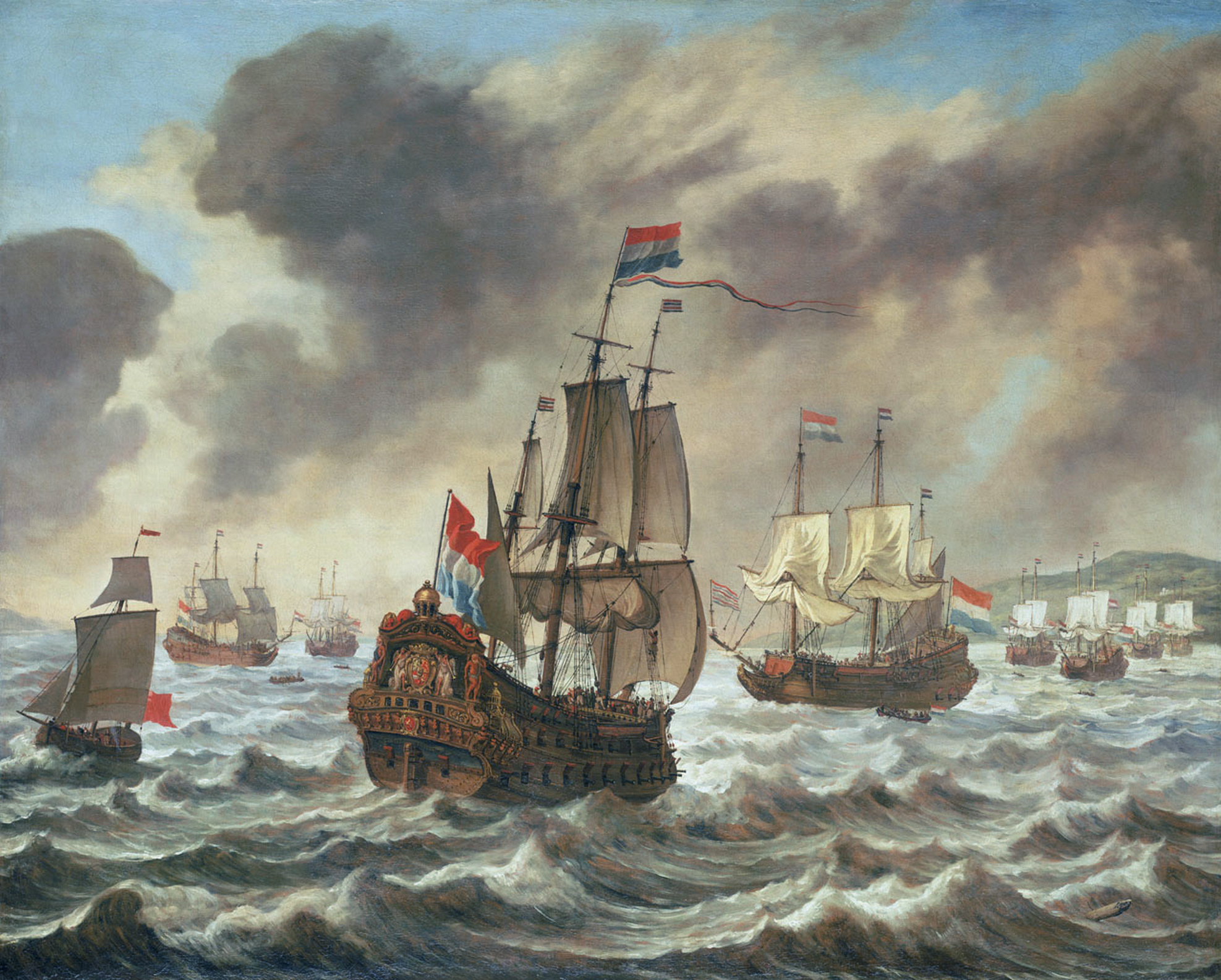
Das Flaggschiff Aemilia, auf dem Vater und Sohn 1643 zusammen segelten

Tromps Vater Maarten Harpertszoon Tromp hatte als Offizier Karriere in der niederländischen Marine gemacht und dort den Rang eines Lieutenant-Admirals erreicht. Als dieser schließlich 1634 das Amt an Philips van Dorp abgab, arbeitete sein Vater vorübergehend als Dekan, wurde aber wenig später wieder in sein altes Amt berufen.
1642 begab sich Cornelis Tromp nach Harfleur in Frankreich, um die französische Sprache von einem calvinistischen Prediger zu erlernen.
Am 1. September 1643 kam er auf das Flaggschiff seines Vaters, die Aemilia – ein 57 Kanonen-Linienschiff. Im September 1645 wurde er zum Lieutenant ernannt. Am 22. August 1649 wurde er schließlich Voll-Kapitän. Er diente im Ersten Englisch-Niederländischen Krieg und nahm auch an der Seeschlacht bei Livorno teil. Allerdings wurde ihm nach dem Tod von Johan van Galen nicht das Kommando über die Mittelmeerflotte übertragen; stattdessen wurde er am 11. November 1653 nach dem Tod seines Vaters zum Konteradmiral befördert und der Admiralität der Maas zugeordnet.
1658 konnten Tromp illegale Handelstätigkeiten nachgewiesen werden. So soll er die ihm unterstellten Schiffe dazu benutzt haben, Luxusgüter zu transportieren und damit Handel zu betreiben, um sich persönlich zu bereichern. Bis 1662 wurde ihm in der Folge untersagt, ein aktives Kommando zu führen.
Anlässlich des Zweiten Englisch-Niederländischen Krieges erhielt er jedoch sein Kommando zurück und wurde am 29. Januar 1665 sogar zum Vizeadmiral befördert. In der Seeschlacht bei Lowestoft übernahm Tromp zeitweise das Kommando und verhinderte offenbar den Totalverlust der niederländischen Flotte, indem er es zuließ, dass ein größerer Teil des Kampfverbandes die Flucht aus der Schlacht antrat. Am 23. Juli 1665 erhielt er daraufhin zeitweise sogar ein Kommando als Lieutenant-Admiral, musste diese Funktion (nicht jedoch den Rang) einen Monat später an Lieutenant-Admiral Michiel de Ruyter abtreten. Unter De Ruyter kämpfte er schließlich auch, nachdem er am 6. Februar 1666 der Admiralität Amsterdam überstellt worden war, in der Viertageschlacht und in der Seeschlacht zum St. James’s Day.

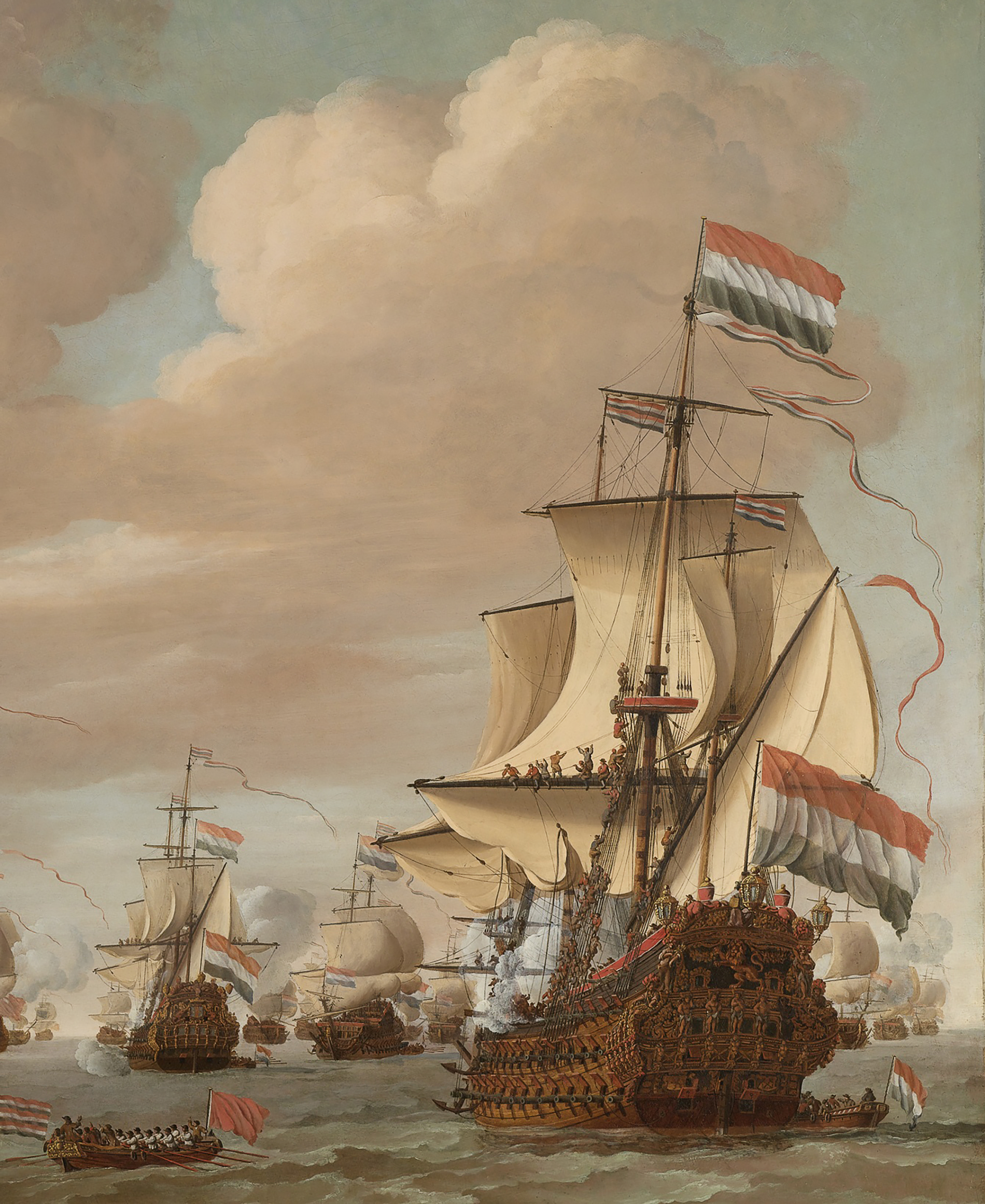
Die Gouden Leeuw, Flaggschiff des Cornelius Tromp, 1680

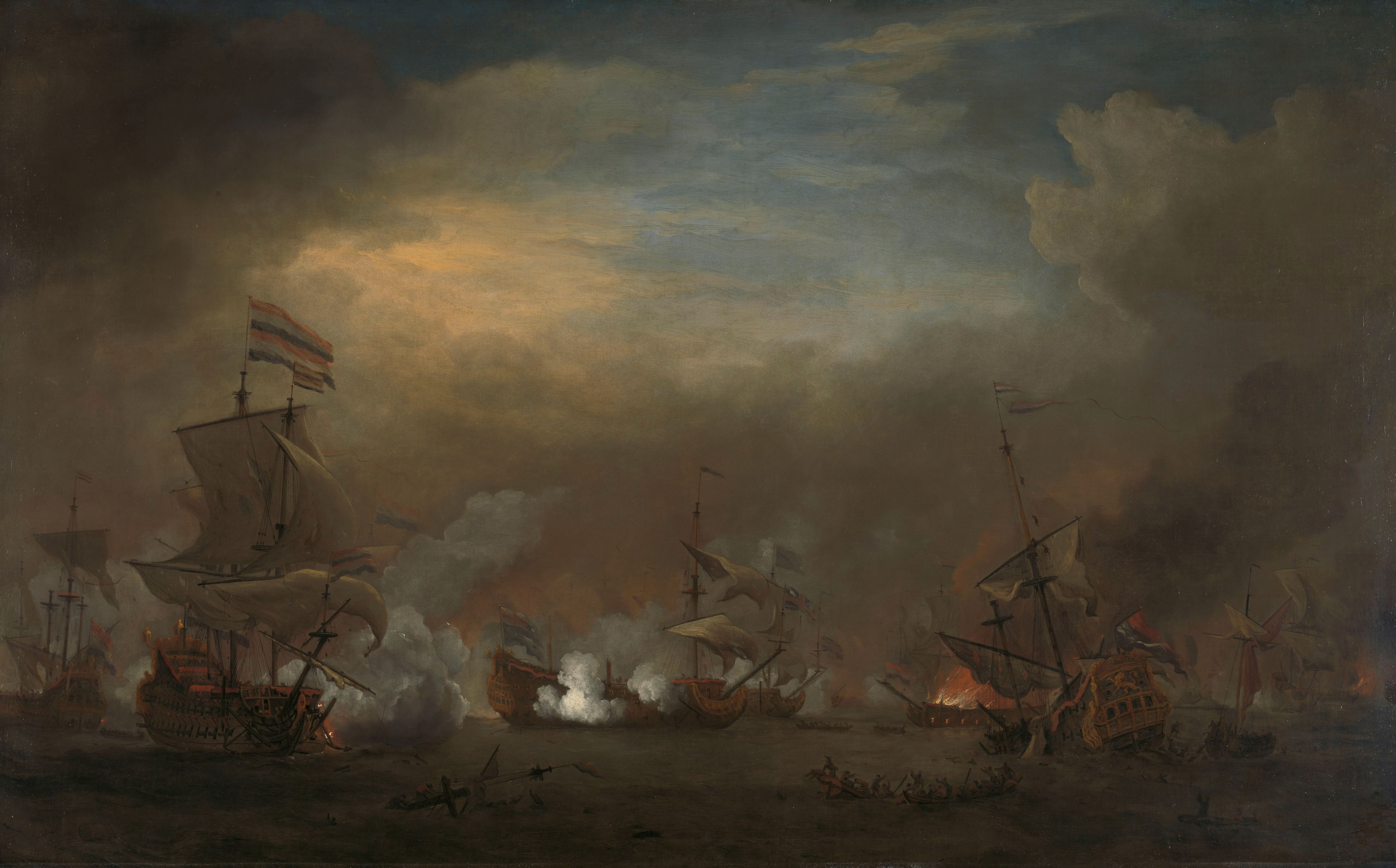
Nachtgefecht vor Texel zwischen Edward Spragge auf der Royal Prince und Cornelis Tromp auf der Gouden Leeuw. Gemälde von Willem van de Velde der Jüngere

De Ruyter schrieb den negativen Verlauf der letzten Schlacht Tromp zu, weshalb dieser im August 1666 aus seinem Dienst entlassen wurde – zumal er gleichzeitig im Verdacht stand, eine Verschwörung gegen die Regierung von Johan de Witt anzuzetteln. Trotzdem kehrte Tromp im April 1673 zurück, nachdem der Dritte Englisch-Niederländische Krieg ausgebrochen war. Tromp kämpfte erneut unter De Ruyter und zeichnete sich in den beiden Seeschlachten von Schooneveld sowie in der Seeschlacht vor Texel aus. In diesen Schlachten war die Gouden Leeuw sein Flaggschiff, ein 80-Kanonen-Linienschiff.
Am 20. August 1672 war Tromp auch in die Ermordung von Johan de Witt und Cornelis de Witt verwickelt, auf die sich der Hass der Oranier und großer Teile der Bevölkerung nach der Bedrohung durch die französische Invasion des Landes richtete. Tromp selbst nahm Johan de Witt dessen Rolle bei seiner Entlassung übel.
Am 8. Mai 1676 wurde Tromp Admiral-General der dänischen Marine und zugleich Ritter des Elefanten-Ordens, gefolgt im Jahr 1677 vom Titel des Grafen von Sølvesborg.
Während des Schonischen Krieges besiegte Tromp in der Seeschlacht bei Öland am 1. Juni 1676 die schwedische Flotte, was sein einziger Sieg als Flottenkommandant war.
Am 6. Februar 1679 wurde er Lieutenant-Admiral-General der Republik Niederlande, nahm aber in diesem Amt niemals wieder an Gefechten teil.
Tromp starb 1691 in Amsterdam als gebrochener Mann infolge schweren Alkoholmissbrauchs und starker Reuegefühle. Er war zu diesem Zeitpunkt immer noch Kommandant der niederländischen Flotte, wurde aber bereits vorher zeitweise durch Cornelis Evertsen den Jüngeren ersetzt.

## Charakter, Gesinnung und Eigenschaften von Tromp
Tromp war ein sehr aggressiver Geschwader-Kommandeur, der persönlichen Gefallen an den Kämpfen hatte. Er bevorzugte direkte Angriffe aus der Kiellinie heraus, weshalb er während einer Schlacht oft sein Schiff wechseln musste: Viermal während der Viertageschlacht, dreimal während der Schooneveld-Auseinandersetzungen und zweimal in der Seeschlacht vor Texel. In einigen Fällen konnte Tromp sich nur schwimmend einer Gefangennahme entziehen.
Tromp und seine Besatzungen waren seinerzeit dadurch berühmt geworden, dass er der Gefahr trotzte, der er sich und seine Mannschaften aussetzte. Er hatte einfache Manieren und unterstützte das Haus Oranien gegen das Regime von Johan de Witt.
Offiziere behandelte Tromp mit Verachtung – sowohl die ihm unterstellten als auch ihm übergeordnete. Er war berüchtigt für seine Aufsässigkeit: So widersetzte er sich einem Befehl de Ruyters in der Viertageschlacht und verfolgte auf eigene Faust die englische Flotte in der Seeschlacht zum St. James’s Day – was die niederländische Gefechtsstrategie in beiden Schlachten ernsthaft gefährdete oder sogar zunichtemachte.

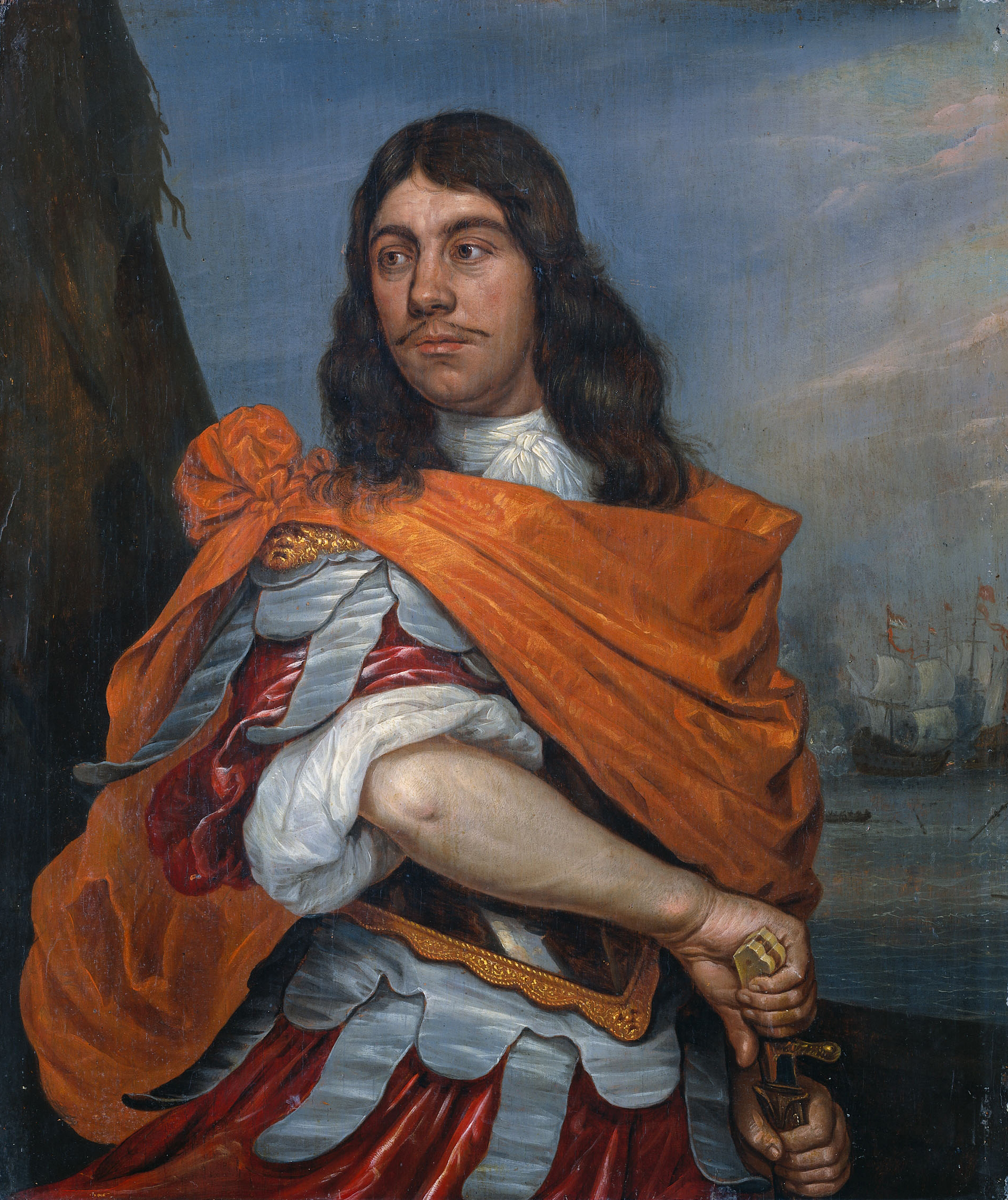
Eines von 22 zu Lebzeiten entstandenen Gemälden. Es zeigt Tromp in einem römischen Kostüm. Gemälde (1673) von Abraham Willaerts

Tromp hegte ganz offensichtlich Eifersuchtsgefühle gegen den ihm übergeordneten Befehlshaber de Ruyter, verhielt sich diesem gegenüber aber stets mit Respekt, wenngleich er ihn hinter seinem Rücken als „gewöhnlich“ abstempelte.
Tromp hatte großen Gefallen am Luxus und imitierte gerne den Lebensstil des Adels, so dass er schließlich sogar Margaretha van Raephorst 1667 heiratete, eine reiche ältere Witwe, mit der er jedoch keine Kinder hatte.
Er wird in den vorliegenden Quellen oft als schwerer Trinker bezeichnet; offenbar ging er zuhause so oft Alkoholexzessen nach, dass einige Lokale sich nach ihm benannten. Er wird als eitler, von sich eingebildeter Mann bezeichnet, der keine Gelegenheit ausließ, dies einer breiten Öffentlichkeit mitzuteilen. Dieses Selbstbildnis war geprägt durch die Eigenschaft, Sohn eines berühmten Vaters zu sein – woraus er ein natürliches Recht ableitete, eine heroische Persönlichkeit der Marine zu sein. So verwundert es nicht, dass Tromp sich 22-mal auf Gemälden abbilden ließ, was einen Rekord im 17. Jahrhundert darstellte. Zudem verpflichtete er oftmals berühmte Künstler für die Gemälde, so zum Beispiel den niederländischen Maler Ferdinand Bol.
Seine Kunstbesessenheit gipfelte schließlich in seinem persönlichen Landsitz in 's-Graveland, der auch lange Zeit nach seinem Tod als Trompenburgh bezeichnet wurde.
Tromps weiterer Familienkreis, insbesondere jedoch sein scharfsinniger, skrupelloser und intriganter Schwager Johan Kievit, war fanatischer Unterstützer der Oranier, so dass er sich auch maßgeblich an einer Intrigen beteiligte, die schließlich in der Ermordung von Johan und Cornelis de Witt gipfelte. Tatsächlich hatte Tromp innerlich jedoch keine große Begeisterung für Verschwörungen entwickeln können, so dass er viele seiner Beteiligungen später sogar bereute.
Er starb in großen seelischen Qualen und war überzeugt, dass er für seine Verbrechen mit der Hölle bestraft werden würde.

## Erinnerung

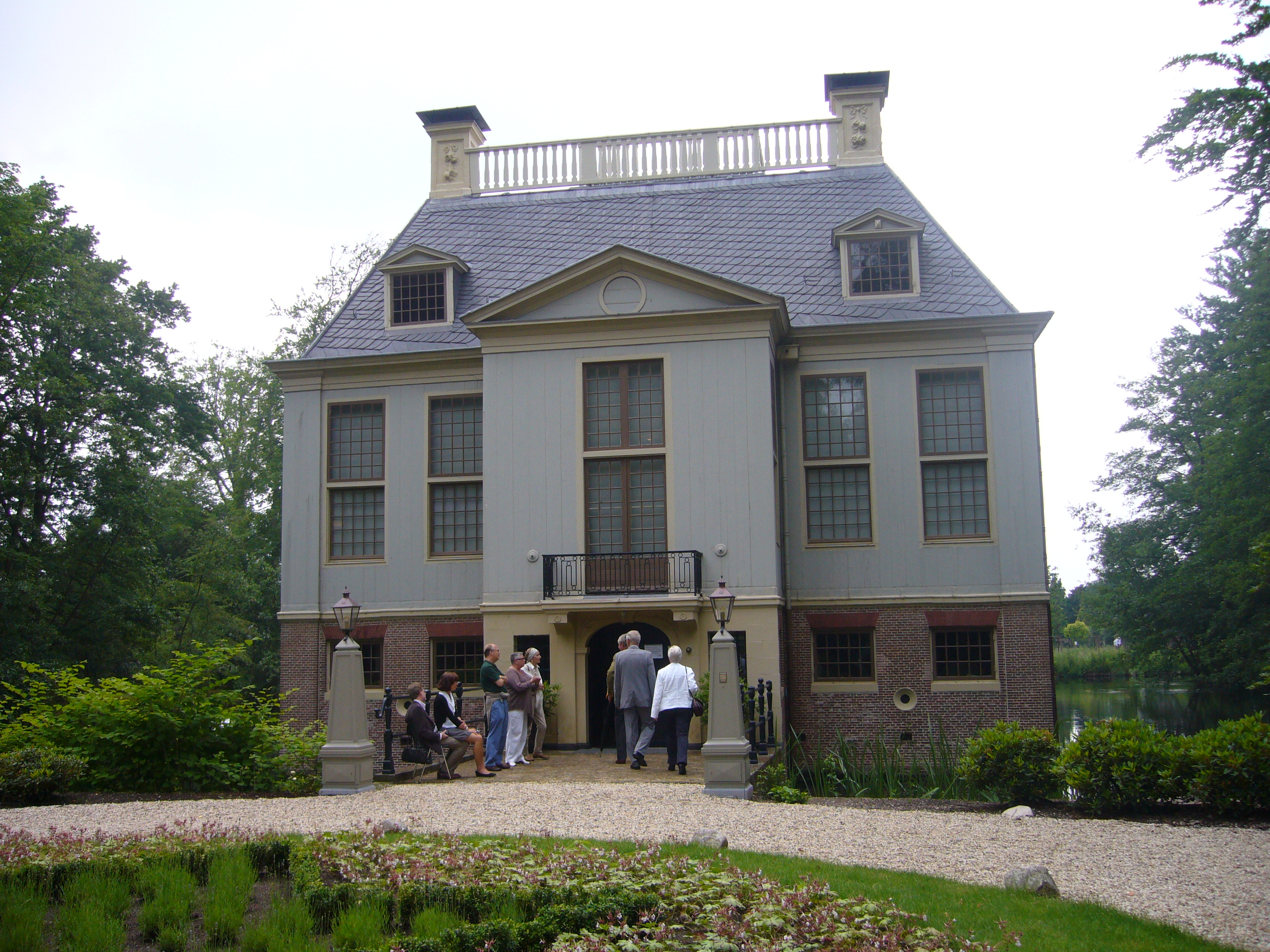
Das Gutshaus der „Trompenburgh“

- In den Niederlanden werden Maarten Tromp und Cornelis Tromp als Seehelden bezeichnet. Seit 1777 wurden neun Marineschiffe ihnen zu Ehren benannt. Gegenwärtig trägt die Fregatte Tromp der De-Zeven-Provinciën-Klasse ihren Namen.